# Guilherme IV do Reino Unido
Guilherme IV (Londres, 21 de agosto de 1765 – Windsor, 20 de junho de 1837) foi Rei do Reino Unido da Grã-Bretanha e Irlanda e Rei de Hanôver de 1830 até sua morte em 1837, sendo filho do rei Jorge III, Guilherme sucedeu a seu irmão mais velho, o rei Jorge IV, tornando-se o último rei e penúltimo monarca da Casa de Hanôver da Grã-Bretanha.
Quando jovem, Guilherme serviu na Marinha Real Britânica na América do Norte e no Caribe, porém pouco lutou. Já que seus dois irmãos mais velhos morreram sem deixarem herdeiros legítimos, ele herdou o trono aos 64 anos de idade. Durante seu reinado ocorreram várias reformas: a lei dos pobres foi revista, o trabalho infantil foi restringido e a Lei da Reforma de 1832 reorganizou o sistema eleitoral britânico. Apesar de não se envolver tanto na política quanto seu pai e irmão, Guilherme foi o último monarca a nomear um primeiro-ministro contra a vontade do Parlamento do Reino Unido. Através de seu irmão Adolfo, Duque de Cambridge, o vice-rei de Hanôver, ele garantiu ao reino uma curta constituição liberal.
Guilherme não tinha nenhum herdeiro legítimo; entretanto, tinha oito filhos bastardos vivos com sua amante Dorothea Jordan. Guilherme IV foi sucedido no Reino Unido por sua sobrinha, Vitória, e em Hanôver por seu irmão, Ernesto Augusto.

## Início de vida
Guilherme Henrique nasceu nas primeiras horas do dia 21 de agosto de 1765 na Casa de Buckingham, Londres, sendo o terceiro filho do rei Jorge III e da rainha Carlota. Ele tinha dois irmãos mais velhos, Jorge e Frederico, e por essa razão não esperava-se que herdasse a coroa. Ele foi batizado em 20 de setembro de 1765 na Grande Câmara do Conselho no Palácio de St. James. Seus padrinhos foram seus tios paternos, o Duque de Gloucester e o príncipe Henrique (posteriormente o Duque de Cumberland), e sua tia paterna, a princesa Augusta, depois Duquesa de Brunsvique-Volfembutel.

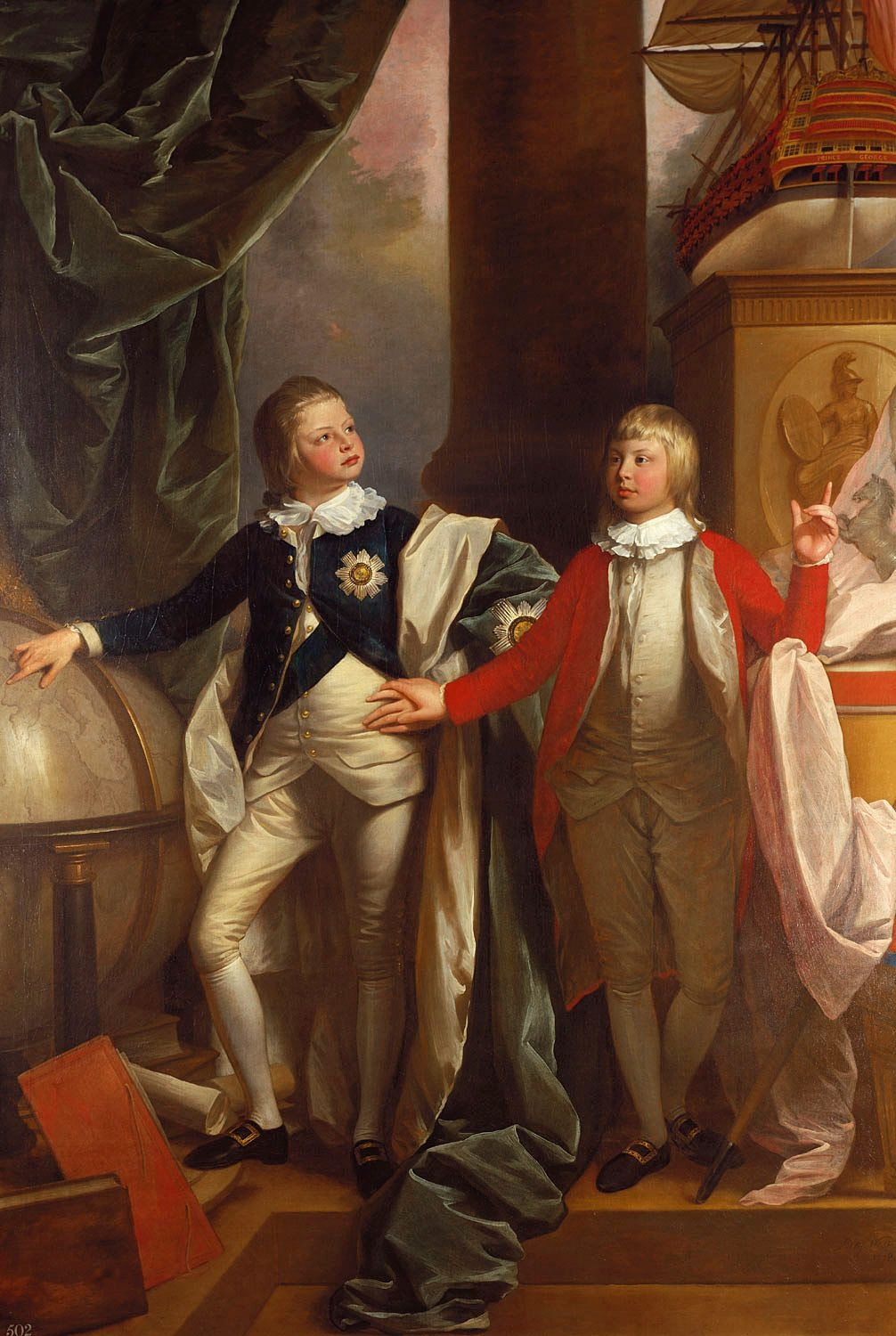
Guilherme aos treze anos, com seu irmão mais novo Eduardo, por Benjamin West, 1778, na Royal Collection.

Ele passou a maior parte de sua infância entre Richmond e o Palácio de Kew, onde foi educado por professores particulares. Aos treze anos de idade, Guilherme entrou na Marinha Real como aspirante, estando presente na Batalha do Cabo de São Vicente em 1780. Suas experiências na marinha não foram muito diferentes dos outros aspirantes (mesmo com um professor o acompanhando nos navios); ele cozinhou e foi preso junto com seus colegas de tripulação depois de uma briga de bar em Gibraltar (ele foi imediatamente solto assim que sua identidade foi descoberta). Ele serviu em Nova Iorque durante a Guerra da Independência dos Estados Unidos. Enquanto o príncipe estava na América, George Washington aprovou um plano para sequestrá-lo, escrevendo "O espírito de comprometimento, tão visível em nosso plano para surpreendê-los em seus aposentos e trazer o príncipe Guilherme Henrique e o almirante Digby, merece aplausos; e você tem minha autoridade para realizar a tentativa em qualquer maneira, e em qualquer momento, que seu julgamento possa ditar. Estou plenamente convencido de que é desnecessário avisá-lo contra oferecer insulto ou indignidade às pessoas do Príncipe e do Almirante...". O plano não aconteceu; os britânicos ouviram rumores e colocaram guardas com o príncipe, que até aquele momento costumava andar pela cidade desacompanhado.
Guilherme tornou-se tenente em 1785 e capitão do HMS Pegasus no ano seguinte. No final de 1786, foi designado para as Índias Ocidentais sob Horatio Nelson, que escreveu a seu respeito, "Em sua linha profissional, tenho certeza que é superior a dois terços da lista [naval]; e em atenção às ordens, e em respeito ao seu oficial superior, mal conheço um igual". Os dois eram bons amigos e jantavam juntos quase toda a noite. No casamento de Nelson, Guilherme insistiu em acompanhar a noiva. Em 1788, o príncipe recebeu o comando da fragata HMS Andromeda e foi promovido no ano seguinte a Contra-Almirante em comando do HMS Valiant.
Guilherme queria se tornar um duque como seus irmãos mais velhos e receber uma subvenção parlamentar semelhante, porém seu pai estava relutante. Para pressioná-lo, o príncipe ameaçou apoiar a Câmara dos Comuns em favor do círculo eleitoral em Totnes. Jorge III, consternado com a perspectiva de seu filho fazer seu caso aos eleitores, criou para ele em 16 de maio de 1789 o título de Duque de Clarence e St. Andrews e Conde de Munster, supostamente afirmando, "Estou certo que é mais um voto para a oposição". Apesar dele ter se aliado publicamente aos seus irmãos mais velhos (o Príncipe de Gales e o Duque de Iorque, conhecidos pelos conflitos com o pai) e aos whigs, o histórico político de Guilherme foi inconsistente e, como muitos da época, não pode ser designado com certeza para um partido específico.

## Serviço e política

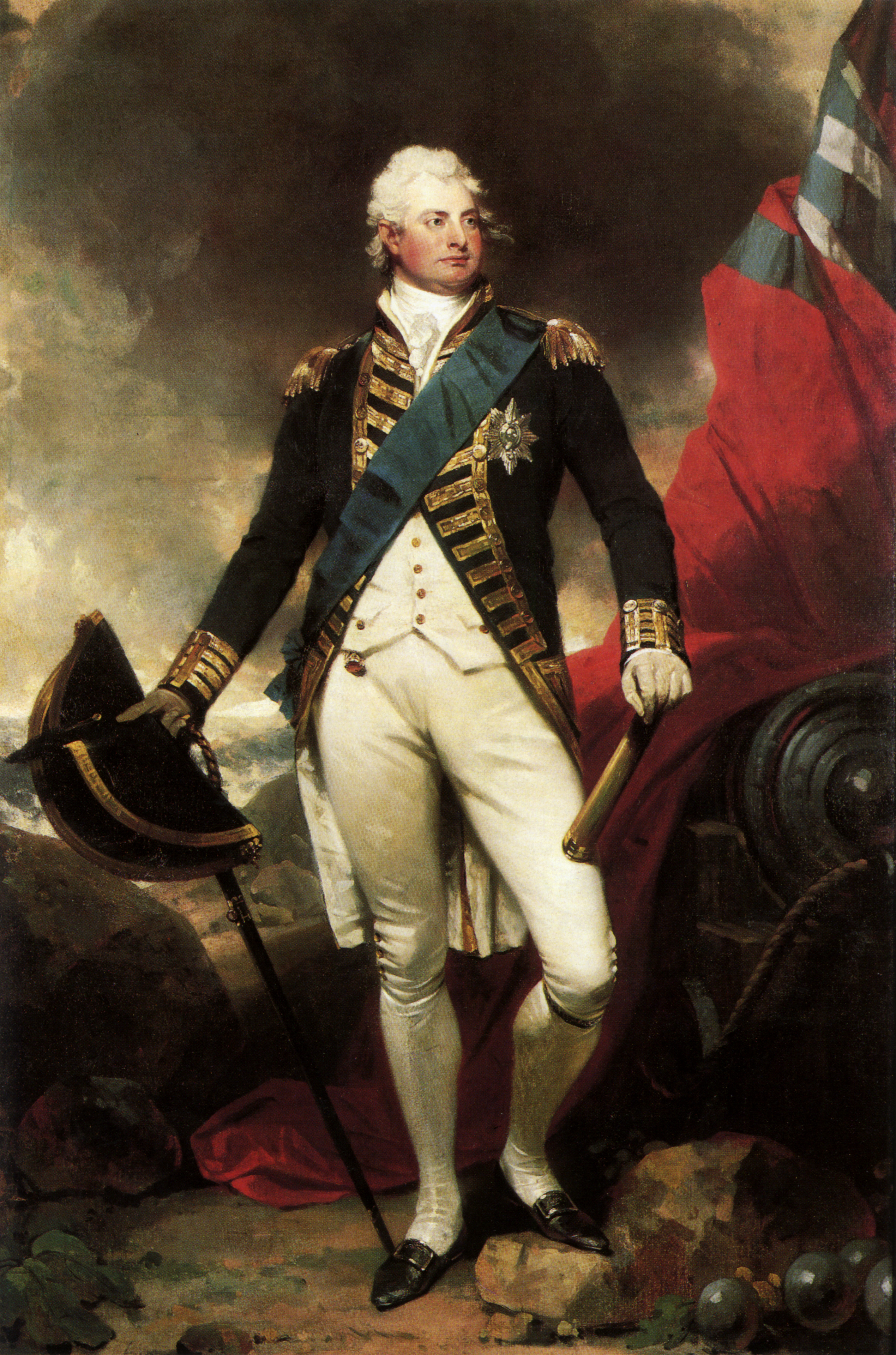
Guilherme, por Martin Archer Shee, c. 1800, na National Portrait Gallery.

O recém-nomeado duque deixou a Marinha Real em 1790. Quando o Reino Unido declarou guerra contra a França em 1793, ele estava ansioso para servir seu país e esperava um comando, porém não recebeu nenhum navio, talvez porque havia quebrado um braço ao cair de uma escada bêbado ou por discursar contra a guerra na Câmara dos Lordes. Ele defendeu a guerra no ano seguinte, esperando novamente um comando após mudar de opinião, porém o Almirantado não respondeu ao seu pedido. Guilherme não perdeu as esperanças de ser nomeado para um posto ativo; entretanto, a patente de Almirante que recebeu em 1798 era puramente titular. Apesar de vários pedidos, ele nunca recebeu um comando durante as Guerras Napoleônicas. Em 1811, ele foi nomeado Almirante honorário da frota. Guilherme chegou perto do verdadeiro combate dois anos depois ao visitar tropas britânicas lutando nos Países Baixos. Ele ficou sob fogo enquanto assistia do campanário de uma igreja um bombardeio na Antuérpia. Uma bala perfurou seu casaco.
Em vez de servir no mar, Guilherme passou um tempo na Câmara dos Lordes, onde discursou contra a abolição da escravatura, que apesar de ilegal no Reino Unido ainda existia nas colônias britânicas. Ele argumentava que a liberdade não traria nenhum bem aos escravos. Ele havia viajado muito e, em sua opinião, acreditava que a qualidade de vida nas Terras Altas e ilhas da Escócia eram piores que a dos escravos nas Índias Ocidentais. Suas experiências nas Índias deram credibilidade à sua opinião, que foi vista como bem fundamentada e justa por alguns de seus contemporâneos. Outros acharam que era "chocante que um homem tão jovem, sob nenhum viés de interesse, deve ser sério na continuação do comércio de escravos". Em seu discurso para a Câmara dos Lordes, o duque insultou os líderes abolicionistas, dizendo que "os proponentes da abolição são fanáticos ou hipócritas, e em uma dessas categorias eu coloco o senhor Wilberforce". Ele era mais liberal em outras questões, apoiando leis para a abolição da pena de morte contra dissidentes cristãos. Guilherme também foi contra os esforços para barrar aqueles condenados de adultério de casarem-se novamente.

## Relacionamentos e casamento
Começando em 1791, o Duque de Clarence viveu por vinte anos com a atriz irlandesa Dorothea Bland, conhecida como sra. Jordan; o título de "Sra." acredita-se veio no início de sua carreira para explicar as gravidezes inconvenientes e "Jordan" em referência ao rio Jordão, pois ela "atravessou as águas" entre a Irlanda e a Grã-Bretanha.

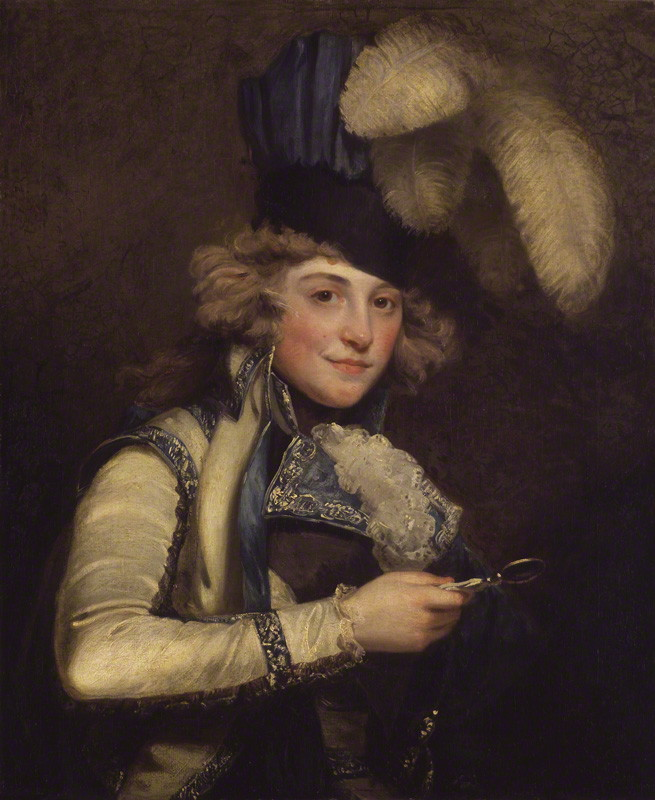
Dorothea, por John Hoppner, em 1791. Na National Portrait Gallery

Guilherme era parte da primeira geração a entrar na maturidade sob a Lei de Casamentos Reais de 1772, que proibia os descendentes de Jorge II de se casarem sem o consentimento do monarca ou, se acima de 25 anos, avisando com mais de um ano de antecedência o Conselho Privado. Vários dos filhos de Jorge III escolheram viver com as mulheres que amavam em vez de casarem. Os filhos mais jovens, incluindo Guilherme, não esperavam entrar na sucessão, que foi considerada garantida quando o Príncipe de Gales casou-se e teve uma filha, Carlota.
Ele parecia gostar da sua vida doméstica. O duque comentou com um amigo, "A Sra. Jordan é uma criatura muito boa, bem doméstica e cuidadosa com seus filhos. Claro que, por vezes, é absurda e tem seus humores. Mas essas coisas existem em todas as famílias". O casal gostava de entretenimento, apesar de viver calmamente; Jordan escreveu em 1809: "Teremos uma casa cheia e feliz neste natal, isso é o que o querido duque gosta". O rei, um pouco puritano, estava aceitando a relação de seu filho com a atriz (embora recomendando reduzir pela metade sua mesada) e em 1797 criou a Casa Bushy para a família cada vez maior de Guilherme. O duque usou Bushy como residência principal até tornar-se rei. Sua casa em Londres, a Casa Clarence, foi construída entre 1825 e 1827 a partir do projeto de John Nash.
O casal teve dez filhos, cinco homens e cinco mulheres, nove dos quais foram nomeados em homenagem aos irmãos de Guilherme e receberam o sobrenome "FitzClarence". O caso durou até 1811. Aparentemente, Jordan não teve dúvidas sobre o motivo da separação: "O dinheiro, dinheiro, meu bom amigo, estou convencida que fez 'dele' neste momento o mais miserável dos homens", complementando, "Com todas suas excelentes qualidades, suas 'virtuosidades' domésticas, seu amor por seus filhos 'adoráveis', o que ele não deve, neste momento, sofrer?". Jordan recebeu um acordo financeiro de £ 4 400 (hoje equivalente a £243 400) por ano para a custódia das filhas, sob condição que não voltasse a atuar. Quando ela acabou retomando a carreira para pagar dívidas de seu genro (marido de uma de suas filhas de uma relação anterior), o duque assumiu os cuidados das filhas e parou de pagar a pensão de £1 500 (equivalente a £82 600). Com sua carreira ruindo, ela fugiu para a França a fim de escapar dos credores, morrendo pobre em Paris em 1816.
Antes de conhecer Jordan, Guilherme teve um filho bastardo com uma mulher cuja identidade é desconhecida, Guilherme Henrique Courteney, que se afogou em Madagascar no HMS Blenheim em fevereiro de 1807. Caroline von Linsingen, cujo pai era um general na infantaria hanoveriana, afirmava ter tido um filho com Guilherme em 1790, porém ele não estava em Hanôver na época que ela afirma e a história é considerada implausível.

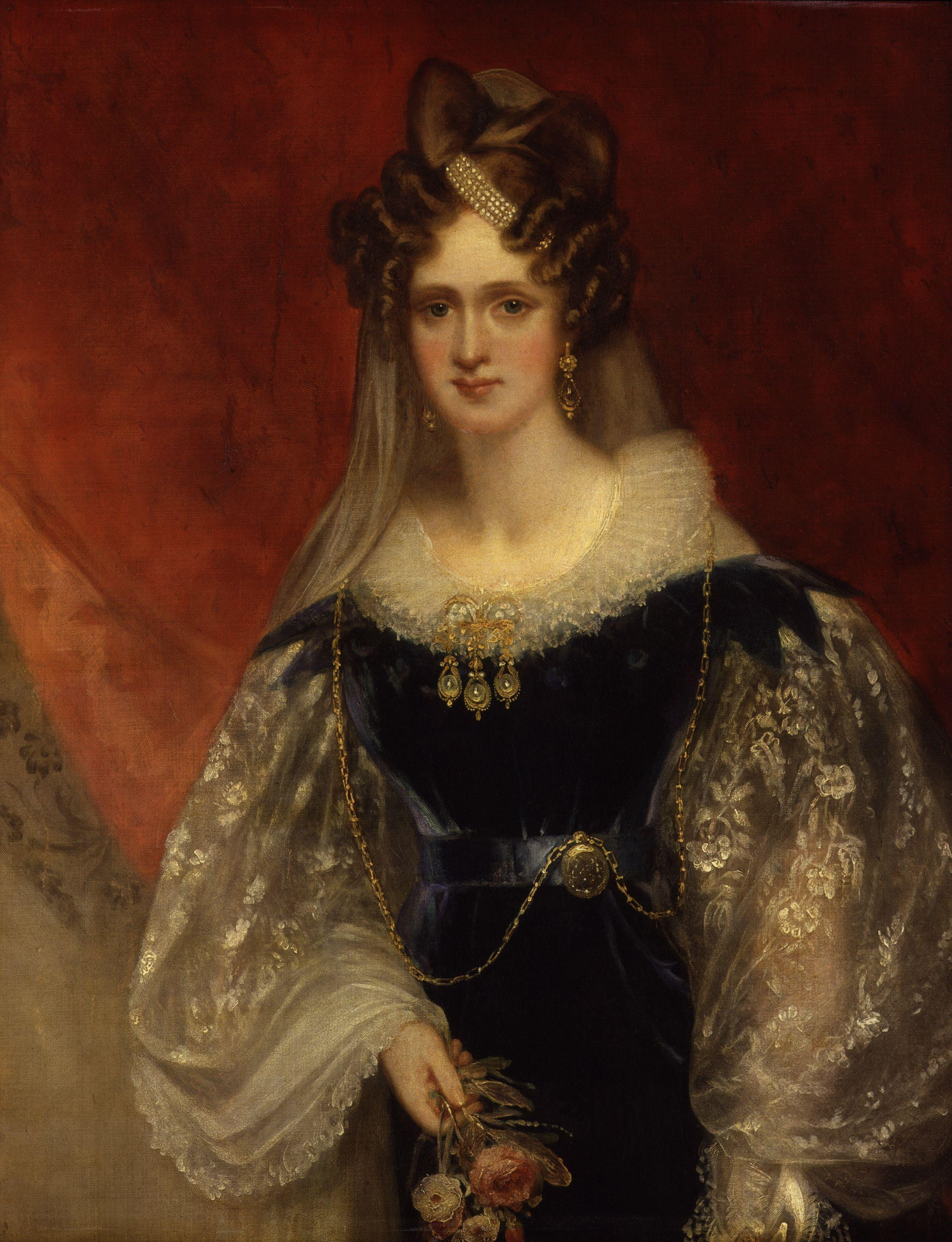
Adelaide, por William Beechey, c. 1831, na National Portrait Gallery.

Com grandes dívidas, Guilherme fez várias tentativas para tentar se casar com alguma rica herdeira, porém não foi bem sucedido. Entretanto, a sobrinha do duque e segunda na linha de sucessão, a princesa Carlota, morreu durante o parto em 1817; Jorge III ficou com doze filhos, mas sem nenhum neto legítimo. A corrida começou entre os duques reais para se casarem e produzir um herdeiro. Guilherme tinha vantagens nessa corrida – seus dois irmãos mais velhos não tinham filhos e estavam distantes de suas esposas (que estavam velhas demais para terem filhos), enquanto ele era o mais rico dos três. Se vivesse o bastante, Guilherme certamente ascenderia aos tronos britânico e hanoveriano e teria a oportunidade de procriar o próximo monarca. Porém, suas primeiras escolhas de esposa ou foram rejeitadas ou desaprovadas por seu irmão mais velho, o Príncipe Regente. Seu irmão mais novo, o Duque de Cambridge, foi enviado para a Alemanha afim de procurar princesas protestantes disponíveis; ele encontrou a princesa Augusta de Hesse-Cassel, porém seu pai Frederico vetou a união. Dois meses depois, o Duque de Cambridge se casou com ela. Posteriormente, uma princesa cordial foi encontrada, disposta a aceitar até de forma entusiástica os nove filhos bastardos de Guilherme, muitos dos quais ainda eram menores de idade. No dia 11 de julho de 1818 em Kew, Guilherme se casou com a princesa Adelaide de Saxe-Meiningen, filha de Jorge I de Saxe-Meiningen. Com 25 anos, Adelaide tinha a metade da idade de seu marido.
O casamento foi feliz e durou quase vinte anos até a morte de Guilherme. Adelaide cuidou pessoalmente das finanças do marido. Durante seu primeiro ano de casados, os dois viveram modestamente na Alemanha; logo as dívidas de Guilherme foram praticamente pagas, principalmente porque o parlamento votou em aumentar sua pensão, que ele relutantemente aceitou depois de seus pedidos para um aumento maior terem sido negados. Acredita-se que Guilherme não teve mais nenhuma amante após se casar.
O casal teve duas filhas de vida curta e Adelaide sofreu três abortos. Mesmo assim, falsos rumores persistiram durante seu reinado afirmando que ela estava grávida – Guilherme os descartou como "coisas malditas".

## Lorde Grande Almirante

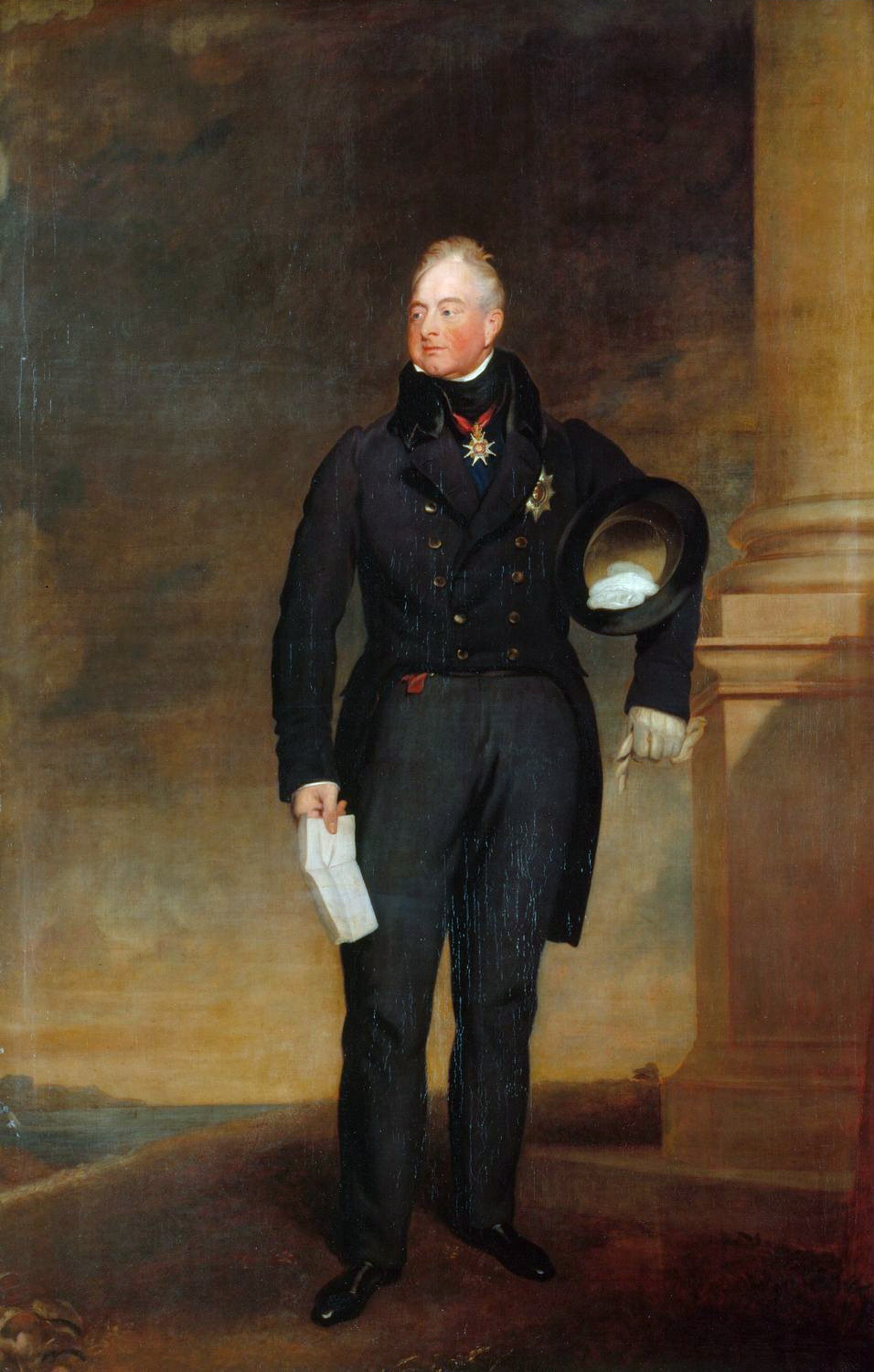
Guilherme, por Thomas Lawrence, em 1827. Na Royal Collection.

O Príncipe de Gales, irmão mais velho de Guilherme, era o Príncipe Regente desde 1811 em razão dos distúrbios mentais (ligados à porfiria) de Jorge III. Em 1820, o rei morreu, e a coroa ficou com o príncipe, que assim se tornou Jorge IV. Agora, Guilherme tornara-se o segundo na linha de sucessão, atrás apenas de seu irmão, Frederico, Duque de Iorque. Reformado desde o seu casamento, ele se alimentava frugalmente e sua única bebida era água de cevada aromatizada com limão. Seus dois irmãos mais velhos não tinham boa saúde e era considerada apenas um questão de tempo até que ele se tornasse rei. Guilherme, então com mais de sessenta anos, tornou-se herdeiro presuntivo em 1827 depois do falecimento do Duque de Iorque. Mais tarde naquele mesmo ano, George Canning, o Primeiro-Ministro, nomeou Guilherme para o posto de Lorde Grande Almirante, que estava em comissão (ou seja, era formado por um conselho em vez de um único indivíduo) desde 1709. No cargo, o duque teve vários conflitos com seu conselho, que era composto por vários oficiais do Almirantado Britânico. As coisas chegaram ao limite em 1828 quando o Lorde Grande Almirante foi para o mar com uma esquadra de navios sem avisar para onde iria, permanecendo longe por dez dias. O rei, através do primeiro-ministro, que nesse momento era Arthur Wellesley, 1.º Duque de Wellington, pediu seu resignação; o Duque de Clarence obedeceu.
Apesar das dificuldades, o duque foi bem como Lorde Grande Almirante. Ele aboliu a punição por chibatadas para a maioria das infrações, exceto motim, tentou melhorar o padrão da artilharia naval e exigia relatórios regulares sobre as condições de preparação de cada navio. Comissionou o primeiro navio de guerra a vapor e defendia a construção de mais. O cargo permitiu que Guilherme cometesse erros e aprendesse com eles – um processo que talvez teria sido bem mais custoso se, antes de virar rei, não tivesse aprendido a agir apenas depois de consultar seus conselheiros.
Guilherme passou o restante do reinado do irmão na Câmara dos Lordes. Contra a oposição de seu irmão mais novo Ernesto Augusto, Duque de Cumberland, apoiou o projeto de lei da Emancipação Católica, o Ato de Ajuda Católica, descrevendo a oposição ao projeto como "vergonhosa", o que deixou o Duque de Cumberland ofendido. A saúde de Jorge IV estava piorando cada vez mais; ficou óbvio no começo de 1830 que ele logo morreria. O rei despediu-se do irmão no final de maio, dizendo, "A vontade de Deus será feita. Não machuquei homem algum. Tudo vai descansar em você, então". A afeição de Guilherme por seu irmão mais velho não conseguia mascarar sua antecipação de que logo se tornaria rei.

## Reinado

### Início

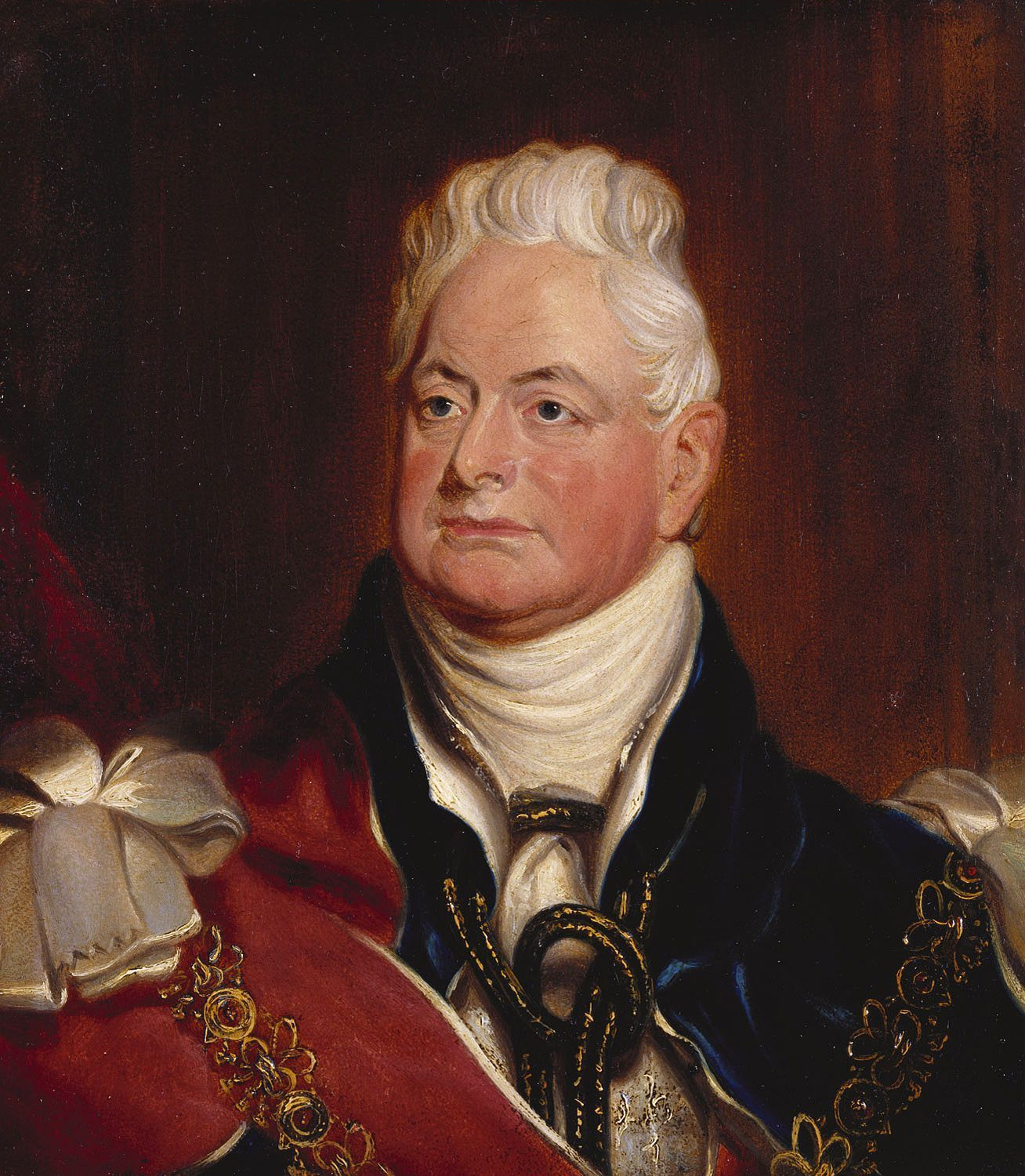
Guilherme, por autor desconhecido, na Royal Collection.

Jorge IV morreu em 26 de junho de 1830 e o Duque de Clarence o sucedeu como Guilherme IV. Aos 64 anos de idade, até a ascensão do rei Charles III, em 2022, ele foi a pessoa mais velha a ter assumido o trono britânico. Diferentemente do irmão extravagante, era despretensioso e desencorajava pompa e cerimônia. Enquanto Jorge IV passava a maior parte do tempo no Castelo de Windsor, o novo rei era conhecido, principalmente no início de seu reinado, por caminhar desacompanhado em Londres ou Brighton. Guilherme era bem popular entre o povo, que o via como mais acessível e realista que seu predecessor.
O rei imediatamente mostrou-se um trabalhador consciencioso. O primeiro-ministro, o Duque de Wellington, afirmou que havia discutido mais negócios com Guilherme IV em dez minutos do que com Jorge IV em vários dias. Henry Brougham o descreveu como um excelente homem de negócios, que fazia várias perguntas para ajudá-lo a entender a questão – enquanto Jorge IV temia fazer perguntas para não mostrar sua ignorância e Jorge III perguntava demais e não esperava pelas respostas.
Guilherme IV fez o possível para mostrar-se amável ao povo. Charlotte Williams-Wynn escreveu pouco depois de sua ascensão: "Até agora o rei tem sido incansável em seus esforços para tornar-se popular, e faz coisas bem intencionadas e amáveis em todas as instâncias possíveis". Emily Eden salientou: "Ele é uma imensa melhoria sobre o último animal imperdoável, que morreu rosnando amuado no seu covil em Windsor. Este homem pelo menos 'deseja' deixar todos felizes, e tudo que fez foi benevolente".
Ele dispensou os chefs franceses e a banda germânica do irmão, substituindo-os por ingleses, com a aprovação pública. Ele doou grande parte da coleção de pinturas de Jorge IV para a nação. Seu predecessor havia começado uma enorme (e cara) renovação do Palácio de Buckingham; Guilherme recusou-se a morar lá e tentou duas vezes livrar-se do palácio, primeiro oferecendo ao exército como quartel e depois ao parlamento quando a Câmara dos Lordes pegou fogo em 1834. Sua informalidade podia ser surpreendente: quando estava no Royal Pavilion em Brighton, Guilherme costumava pedir aos hotéis listas de hóspedes e convidar aqueles que conhecia para jantar, pedindo para os convidados não se "importarem com as roupas. A rainha não faz nada além bordar flores depois do jantar".
Ao assumir o trono, Guilherme não esqueceu seus nove filhos bastardos, criando para o filho mais velho o título de Conde de Munster e garantindo aos outros a precedência de um filho mais novo (ou filha) de um marquês. Apesar disso, eles o importunavam para maiores oportunidades, desagradando membros da imprensa que relatavam que o "atrevimento e rapacidade dos FitzJordans não têm igual". A relação de Guilherme com seus filhos "era pontuada por uma série de quarelas selvagens e, pelo menos para o rei, dolorosas". Por outro lado, suas filhas eram um ornamento para a sua corte, já que, "Todas elas são, como sabem, bonitas e vívidas e transformam a sociedade de um modo que princesas reais não conseguem".

### Crise reformista
Na época, a morte de um monarca exigia novas eleições. Nas eleições gerais de 1830, os tories de Wellington perderam espaço para os whigs sob a liderança de Charles Grey, apesar de manterem o maior número de cadeiras. Com os tories divididos, Wellington foi derrotado na Câmara dos Comuns em novembro e Grey formou um novo governo. Grey defendia uma reforma no sistema eleitoral, que pouco havia mudado desde o século XV. As desigualdades no sistema eram enormes; por exemplo, cidades grandes como Manchester e Birmingham não elegiam membros (apesar de fazerem parte do eleitorado do condado), enquanto que pequenos distritos – conhecidos como distritos podres – como Old Sarum com apenas sete votantes, elegiam dois membros. Frequentemente, os distritos podres eram controlados por poderosos aristocratas, cujos indicados eram invariavelmente eleitos pelos constituintes – que na maioria das vezes eram seus inquilinos – especialmente porque o voto secreto ainda não era usado em eleições para o parlamento. Donos de terras que controlavam suas cadeiras até podiam vendê-las.

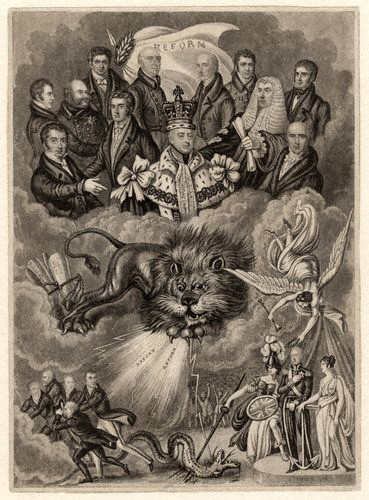
Caricatura política apoiando a Lei de Reforma. O rei Guilherme está acima das nuvens, cercado por políticos whigs. Logo abaixo, Britânia e o leão inglês fazem os tories fugir.

Grey implorou para Guilherme dissolver o parlamento quando a Câmara dos Comuns derrotou o Primeiro Projeto de Lei da Reforma em 1831, algo que levaria a novas eleições. Primeiramente, o rei estava hesitante de exercer sua prerrogativa para dissolver o parlamento; as eleições haviam ocorrido no ano anterior e o país estava em estado de grande excitação, algo que poderia gerar conflitos violentos. Entretanto, ele ficou irritado pela conduta da oposição, que anunciou sua intenção de mover a passagem da resolução para Câmara dos Lordes contra a dissolução. Considerando a ação da oposição como um ataque a sua prerrogativa e respondendo aos pedidos de Grey e seus ministros, Guilherme IV preparou-se para ir pessoalmente à Câmara dos Lordes e fechar o parlamento. A chegada do monarca encerraria todos os debates e impediria a passagem da resolução. Ao ser informado que seus cavalos não poderiam ser preparados em tão pouco tempo, Guilherme supostamente disse, "Então irei numa carruagem alugada!". Uma carruagem e cavalos logo foram preparados e o rei foi diretamente ao parlamento. O jornal The Times relatou a situação antes de sua chegada, "É absolutamente impossível descrever a cena ... os tons e gestos violentos dos nobres lordes ... espectadores perplexos e senhoras afetadas que estavam presentes com alarme visível". Charles Stewart brandiu um chicote, ameaçando acertar os apoiadores do governo, sendo afastado por quatro colegas. Guilherme apressadamente colocou a coroa, entrou na câmara e dissolveu o Parlamento. Isso forçou novas eleições para a Câmara dos Comuns, que acarretou uma grande vitória para os reformistas. Apesar da Câmara dos Comuns ter ficado claramente a favor da reforma parlamentar, a Câmara dos Lordes permanecia implacavelmente contra.
A crise teve uma breve pausa para a celebração da coroação do rei em 8 de setembro de 1831. No início, o rei queria dispensar completamente a coroação, acreditando que já tinha sido o bastante usar a coroa ao dissolver o parlamento. Ele foi persuadido por tradicionalistas a prosseguir com a cerimônia. Mesmo assim, Guilherme se recusou a celebrar a coroação de forma tão cara quanto seu irmão – a coroação de 1821 custou £ 240 000, das quais £ 16 000 eram apenas para joias. Sob as instruções do rei, o Conselho Privado gastou menos que £ 30 000 na coroação. Quando os tories tradicionalistas ameaçaram boicotar a cerimônia o rei os encorajou, antecipando "maior comodidade de quartos e menos calor".
Depois do Segundo Projeto de Lei da Reforma ter sido rejeitado em outubro de 1831, a agitação por reformas espalhou-se pelo país; as demonstrações ficaram mais violentas. Com as manifestações populares, o ministério Grey recusava-se a aceitar a derrota na Câmara dos Lordes, reapresentando o projeto. Grey, frustrado pela teimosia dos lordes, sugeriu que o rei criasse novos pariatos em número suficiente para garantir a aceitação do Projeto de Lei de Reforma. Guilherme foi contra – apesar de ter o poder para criar um número ilimitado de pariatos, já havia criado 22. Ele relutantemente concordou com a criação de pariatos suficientes "para garantir o sucesso do projeto". Mesmo assim, o rei, citando dificuldades com a permanente expansão do pariato, disse a Grey que as criações deveriam se restringir o máximo possível aos filhos mais velhos e outros herdeiros já existentes, assim os novos pariatos seriam posteriormente absorvidos como títulos subsidiários. Desta vez os lordes não rejeitaram a proposta de imediato, mas começaram a se preparar para alterá-la através de emendas. Grey e seus seguidores decidiram renunciar se o rei não concordasse com uma imediata grande criação para forçar o projeto em sua totalidade. Guilherme recusou-se e aceitou suas renúncias. Ele tentou devolver o cargo ao Duque de Wellington, porém este não tinha apoio suficiente para formar um ministério e a popularidade do rei havia caído muito. Lama foi jogada em sua carruagem e ele foi vaiado publicamente. Guilherme concordou em renomear o ministério de Grey e criar novos pariatos se a Câmara dos Lordes continuasse a criar obstruções. A maioria dos oponentes abstiveram-se pela ameaça das criações e a Lei da Reforma de 1832 foi aprovada. O povo culpou as ações de Guilherme em sua esposa e irmão, com sua popularidade depois se recuperando.

### Política internacional
Guilherme não confiava em estrangeiros, particularmente em franceses, algo que ele reconheceu como um "preconceito". Também achava que a Grã-Bretanha não deveria interferir nos assuntos internos de outras nações, uma opinião que gerou um conflito com Palmerston, seu secretário do exterior intervencionista. O rei apoiava a independência belga e, depois de candidatos holandeses e franceses inaceitáveis, favoreceu o príncipe Leopoldo de Saxe-Coburgo-Gota, viúvo de sua sobrinha Carlota, como um candidato ao recém-criado trono.
Guilherme, mesmo tendo a reputação de falta de tato e bufão, conseguia ser um diplomata astuto. Ele previu que a potencial construção de um canal em Suez seria benéfica para as relações entre o Reino Unido e o Egito. Mais tarde em seu reinado, Guilherme agradou o embaixador norte-americano durante um jantar ao anunciar que se arrependia de não ter "nascido um americano livre e independente, tanto que ele respeitava a nação, que deu à luz George Washington, o maior homem que já viveu". Ao exercer seu charme pessoal, o rei ajudou a reparar as relações anglo-americanas, que estavam muito danificadas desde o reinado de Jorge III.

### Rei de Hanôver
Guilherme nunca visitou Hanôver como seu rei. Seu irmão, o príncipe Adolfo, Duque de Cambridge, serviu como vice-rei durante seu reinado e o de Jorge IV.
A percepção pública na Alemanha era que o Reino Unido ditava a política hanoveriana. Este não era o caso. Em 1832, Klemens von Metternich promulgou leis que limitaram os movimentos liberais incipientes na Alemanha. Palmerston foi contra, procurando a influência de Guilherme para que o governo hanoveriano assumisse a mesma posição. Entretanto, o governo concordou com von Metternich para o desalento do ministro, e assim Guilherme não quis intervir. O conflito entre o rei e seu ministro voltou no ano seguinte quando von Metternich convocou uma conferência dos estados germânicos em Viena; Palmerston queria que Hanôver recusasse o convite. Em vez disso, o vice-rei aceitou e foi apoiado por Guilherme.
Em 1833, Guilherme assinou uma nova constituição para Hanôver, que dava mais poderes para a classe média, poderes limitados às classes mais baixas e expandia o papel do parlamento hanoveriano. A constituição foi revogada após a sua morte pelo novo rei, seu irmão Ernesto Augusto.

### Últimos anos

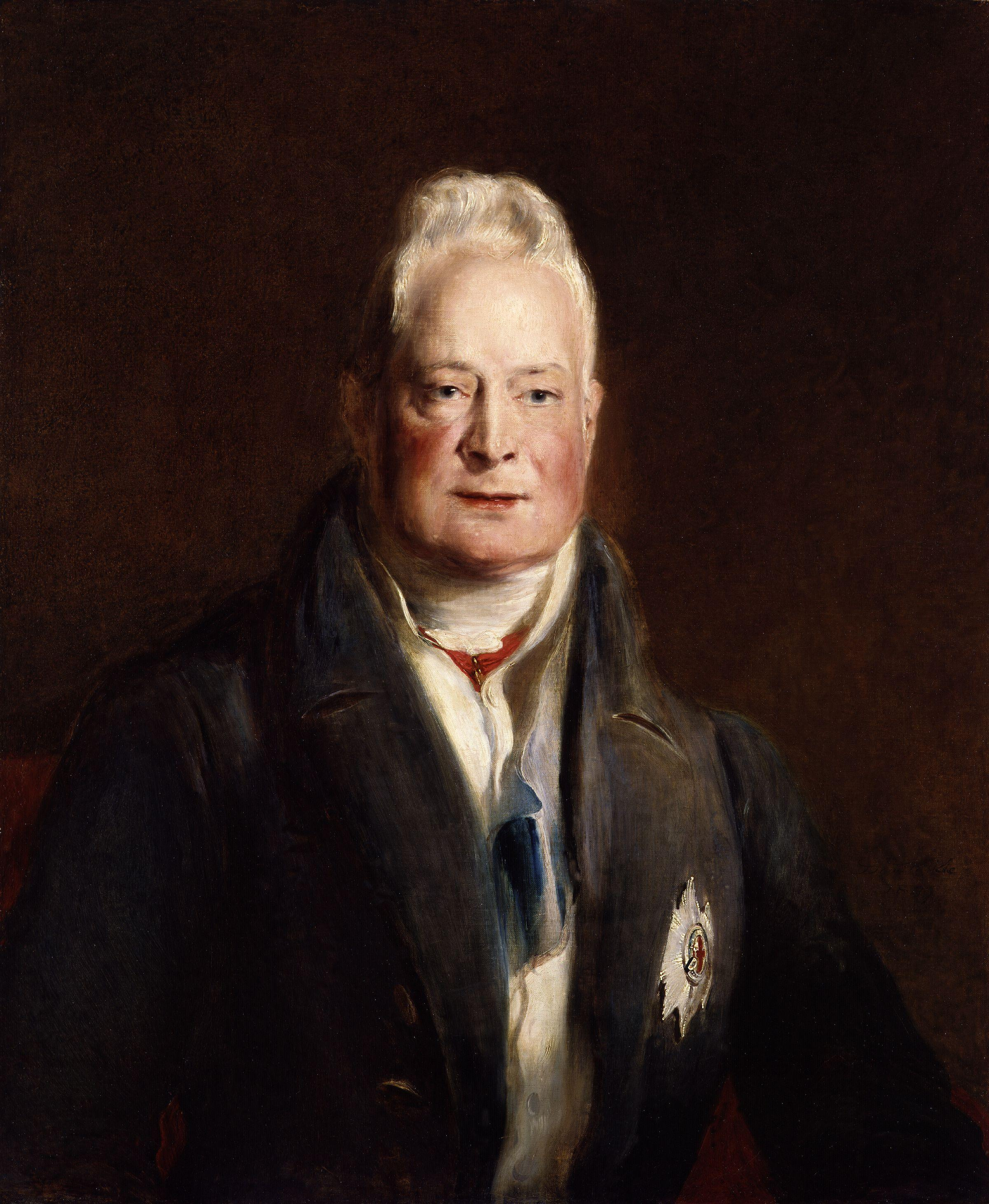
Guilherme IV em 1837, por David Wilkie, na National Portrait Gallery.

Pelo restante do seu reinado, Guilherme efetivamente interferiu na política apenas uma vez, quando tornou-se o último soberano britânico a escolher um primeiro-ministro contra a vontade do parlamento. Em 1834, o ministério estava ficando cada vez mais impopular e Grey decidiu se aposentar; o Secretário de Assuntos Internos, William Lamb, 2.º Visconde Melbourne, o substituiu. Melbourne manteve a maioria dos membros do gabinete e seu ministério permaneceu com a grande maioria na Câmara dos Comuns. Porém, alguns membros do governo eram anátemas ao rei e as políticas cada vez mais esquerdistas o preocupavam. Grey, no ano anterior, já tinha apoiado um projeto de lei reformando a Igreja Protestante da Irlanda. A igreja coletava o dízimo por todo o país, apoiava muitos bispados e era rica. Entretanto, apenas um oitavo da população irlandesa pertencia a Igreja da Irlanda. Em algumas paróquias não havia nenhum membro, porém existia um padre pago com os dízimos recolhidos dos católicos e presbiterianos locais. Isso levou a acusações de que padres ociosos estavam vivendo na luxúria aos custos dos irlandeses vivendo na subsistência. O projeto de lei de Grey reduziu pela metade o número de bispados, aboliu algumas sinecuras e reformulou o sistema de dízimo. Outras medidas para apropriar as receitas excedentes da Igreja da Irlanda foram debatidas pelos membros mais radicais do governo, incluindo John Russell. O rei não gostava de Russell, chamando-o de "um radicalzinho perigoso".
Em novembro de 1834, John Spencer, Visconde Althorp, Líder da Câmara dos Comuns e Chanceler do Tesouro, herdou um pariato e assim saiu da Câmara dos Comuns e foi para a Câmara dos Lordes. Melbourne tinha de nomear um novo líder e um novo chanceler (que, por costumes antigos, tinha de ser da Câmara dos Comuns), porém o único candidato que ele considerava adequado era Russell, quem Guilherme (e muitos outros) achavam inaceitável por causa de suas políticas radicais. O rei afirmou que o ministério estava muito enfraquecido para ser recuperado e usou a remoção de Althorp – que anteriormente havia sugerido que iria se aposentar da política ao ganhar um pariato – como pretexto para a dissolução de todo o ministério. Com a saída de Melbourne, Guilherme deu o poder a sir Robert Peel, um tory. Como Peel estava na Itália, o Duque de Wellington foi nomeado provisoriamente como primeiro-ministro. Assim que Peel retornou e assumiu a liderança do ministério, ele percebeu que seria impossível governar com a maioria whig na Câmara dos Comuns. Dessa forma, o parlamento foi dissolvido para forçar a convocação de novas eleições. Apesar dos tories terem conseguido mais cadeiras que na eleição anterior, ainda eram a minoria. Peel permaneceu no cargo por alguns meses, porém renunciou após várias derrotas parlamentares. Melbourne voltou ao cargo de primeiro-ministro, permanecendo pelo resto do reinado de Guilherme, com rei forçado a aceitar Russell como o líder na câmara.
O rei tinha uma relação mista com Melbourne. Seu governo muito debateu ideias para introduzir uma maior democracia, como a devolução dos poderes do Conselho Legislativo do Baixo Canadá, algo que alarmou Guilherme, que temia que isso posteriormente levasse à perda da colônia. Primeiramente, o rei se opôs a todas as propostas. Ele exclamou a Gosford, Governador-geral do Canadá: "O Gabinete não é meu gabinete; é melhor que eles se cuidem ou, por Deus, vou demiti-los". Quando seu filho, Augusto FitzClerance, perguntou se ele faria alguma coisa na semana de Ascot, Guilherme melancolicamente respondeu, "Eu não posso realizar jantares sem convidar ministros, e eu preferiria ver o diabo do que um deles na minha casa". Mesmo assim, o rei aprovou as recomendações do gabinete para reformas. Apesar de divergências com Melbourne, Guilherme escreveu calorosamente ao seu primeiro-ministro quando ele venceu um caso de adultério contra Caroline Norton – ele havia recusado a renúncia de Melbourne quando o caso apareceu. O rei e o primeiro-ministro encontraram um modus vivendi; Melbourne aplicava tato e firmeza quando necessário, enquanto Guilherme percebeu que o homem não era tão radical quanto havia temido no início.
O rei e a rainha gostavam muito da princesa Vitória de Kent, sua sobrinha e herdeira presuntiva. Suas tentativas de se aproximarem da menina foram frustradas por um conflito entre Guilherme e a Duquesa de Kent, a mãe da jovem princesa. O rei, enfurecido por aquilo que via como uma falta de respeito por parte da duquesa para com sua esposa, aproveitou aquele que seria seu último banquete de aniversário em agosto de 1836 para acertar as contas. Falando a todos os presentes, que incluíam a duquesa e a princesa, Guilherme expressou suas esperanças de viver o bastante para que Vitória completasse dezoito anos e, dessa forma, evitasse que a duquesa se tornasse regente. Ele disse, "Confio a Deus que minha vida seja poupada por mais nove meses ... Então terei a satisfação de deixar o exercício da autoridade real para a autoridade pessoal daquela jovem dama, herdeira presuntiva da Coroa, e não nas mãos de uma pessoa aqui perto de mim, cercada de conselheiros malignos e ela mesma incompetente para agir com propriedade na situação em que seria colocada". O discurso foi tão chocante que Vitória começou a chorar; sua mãe permaneceu sentada em silêncio e foi persuadida com dificuldade a não partir imediatamente após o jantar (as duas foram embora no dia seguinte). O desabafo de Guilherme com certeza contribuiu para a visão que a princesa tinha dele de "um homem de idade bondoso, embora excêntrico e singular". Guilherme viveu até um mês depois de Vitória completar dezoito. "Pobre homem!", ela escreveu em seu diário enquanto ele estava morrendo, "Sinto pena dele; ele sempre foi pessoalmente gentil comigo".
Guilherme ficou "muito abalado e afetado" pela morte de sua filha mais velha, Sofia De L'Isle e Dudley, em 1837. Ele e seu filho mais velho, Jorge, Conde de Munster, estavam distantes na época, porém Guilherme tinha esperanças que uma carta de condolências do filho fosse um prelúdio para uma reconciliação. Suas esperanças não se realizaram e Jorge, achando que não havia recebido dinheiro e padronato suficientes, permaneceu em amargura até o final.
A rainha Adelaide cuidou de Guilherme em seus últimos momentos com devoção, não dormindo por mais de dez dias. Guilherme IV morreu nas primeiras horas do dia 20 de junho de 1837 no Castelo de Windsor, sendo enterrado na Capela de São Jorge. Como não tinha nenhum herdeiro legítimo, a Coroa do Reino Unido foi passada para a princesa Vitória de Kent, a única filha de Eduardo, Duque de Kent e Strathearn, o quarto filho de Jorge III. Sob a lei sálica, uma mulher não poderia governar Hanôver, então a coroa hanoveriana passou para o quinto filho de Jorge III, Ernesto Augusto, Duque de Cumberland. A morte de Guilherme encerrou uma união pessoal entre a Grã-Bretanha e Hanôver que existia desde 1714. Os principais beneficiários de seu testamento eram seus oito filhos bastardos com a sra. Jordan. Apesar de Guilherme IV não ser um ancestral direto dos atuais monarcas britânicos, ele têm descendentes notáveis através de seus filhos bastardos, como o primeiro-ministro David Cameron, o apresentador Adam Hart-Davis e o escritor e político Duff Cooper.

## Legado

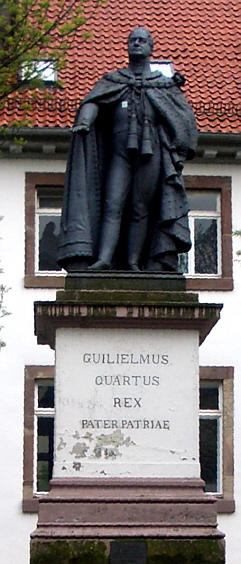
Estátua de Guilherme IV em Gotinga, Alemanha.

O reinado de Guilherme IV foi curto, mas cheio de acontecimentos. A ascensão da Câmara dos Comuns e o correspondente declínio da Câmara dos Lordes foram marcados pela Crise da Reforma, em que a ameaça de lotar a câmara superior com pariatos foi usada de forma efetiva pela primeira vez. O enfraquecimento da Câmara dos Lordes continuou durante o século XIX, culminando no século XX com a aprovação da Lei Parlamentar de 1911. A mesma ameaça usada durante a Crise da Reforma – encher a câmara com a criação de vários novos pariatos – foi usada para obter sua aprovação.
A diminuição da influência da coroa foi claramente indicada durante o reinado de Guilherme, especialmente com a destituição do ministério de Melbourne. A crise relacionada a saída de Melbourne também indicou a redução da influência do rei perante o povo. Durante o reinado de Jorge III, o rei poderia destituir um ministério, nomear outro, dissolver o parlamento e esperar que as pessoas votassem a favor da nova administração. Esse foi o caso na dissolução de 1784, após a destituição da Coalizão Fox-North, e em 1807, depois da destituição de William Wyndham Grenville, 1.º Barão Grenville. Entretanto, quando Guilherme IV destituiu o ministério de Melbourne, os tories de Robert Peel não conseguiram vencer as eleições seguintes. O poder do rei de influenciar a opinião do povo, assim como a política da nação, tinha sido reduzido. Nenhum dos sucessores de Guilherme tentou remover um governo e nomear outro contra a vontade do parlamento. O rei compreendeu que como um monarca constitucional ele não tinha poderes para agir contra a opinião do parlamento, afirmando, "Tenho minhas opiniões das coisas, e eu as digo aos meus ministros. Se eles não as seguem, não posso ajudar. Fiz meu dever".
Durante seu reinado, várias grandes reformas foram decretadas pelo parlamento, incluindo a Lei das Fábricas, que impedia o trabalho infantil, a Lei da Abolição, emancipando os escravos das colônias, e a Lei dos Pobres, padronizando as provisões dos empobrecidos. Guilherme foi criticado pelos reformistas, que achavam que as reformas não foram grandes o bastante, e pelos reacionários, que achavam que as reformas foram longe de mais. A interpretação moderna é de que ele falhou ao tentar satisfazer os dois extremos encontrando um meio-termo entre as duas facções, porém no processo ele mostrou-se um monarca constitucional bem mais capaz do que muitos achavam.

## Títulos, estilos, honras e brasões

### Títulos e estilos
- 21 de agosto de 1765 – 16 de maio de 1789: "Sua Alteza Real, o príncipe Guilherme Henrique"
- 16 de maio de de 1789 – 26 de junho de 1830: "Sua Alteza Real, o Duque de Clarence e St. Andrews"[116]
- 26 de junho de 1830 – 20 de junho de 1837: "Sua Majestade, o Rei"[116]

Seu título era: "Guilherme Quarto, pela Graça de Deus, do Reino Unido da Grã-Bretanha e Irlanda, Rei, Defensor da Fé".

### Honras
- KT: Ordem do Cardo-selvagem, 1770
- KG: Ordem da Jarreteira, 1782[116]

### Brasões
Como filho de um soberano, Guilherme recebeu em 1781 permissão do uso das brasões reais (sem o escudo interior eleitoral no quartel hanoveriano), diferenciado por um lambel argento de três pés, com o pé do centro tendo uma cruz goles e os outros pés tendo cada um uma âncora azure.
Como rei seus brasões eram de seus dois reinos, o Reino Unido e Hanôver, sobrepostos. Esquatrelado: I e IV goles, três leões passant guardant or em pala (pela Inglaterra); II or, um leão rampant dentro de um tressure flory-contra-flory goles (pela Escócia); III Azure, uma harpa or com cordas argento (pela Irlanda); em cima um escudo terciado em pala e em asna (por Hanôver), I goles, dois leões passant guardant or (por Brunsvique), II or, uma semé de corações goles, um leão rampant azure (por Luneburgo), III goles, um cavalo courant argente (por Vestfália); em cima um escudo interior goles com a coroa de Charlemagne em or, todo o escudo encimado por uma coroa.
| Brasão de Guilherme como Duque de Clarence e St. Andrews (1801–1830) | Brasão de Guilherme IV como Rei do Reino Unido e Hanôver (1830–1837) | Brasão de Guilherme IV na Escócia (1830–1837) |

## Descendência
| Nome                                      | Nascimento              | Morte                 | Notas                                                                       |
| ----------------------------------------- | ----------------------- | --------------------- | --------------------------------------------------------------------------- |
| Com Dorothea Jordan                       |                         |                       |                                                                             |
| Jorge FitzClarence, 1.º Conde de Munster  | 29 de janeiro de 1794   | 20 de março de 1843   | Casou-se com Mary Wyndham, com descendência.                                |
| Henrique FitzClarence                     | 27 de março de 1795     | setembro de 1817      | Morreu sem se casar.                                                        |
| Sofia Sidney, Baronesa De L'Isle e Dudley | agosto de 1796          | 10 de abril de 1837   | Casou-se com Filipe Sidney, 1.º Barão De L'Isle e Dudley, com descendência. |
| Maria Fox                                 | 19 de dezembro de 1798  | 13 de julho de 1864   | Casou-se com Charles Richard Fox, sem descendência.                         |
| Frederico FitzClarence                    | 9 de dezembro de 1799   | 30 de outubro de 1854 | Casou-se com a Senhora Augusta Boyle, com descendência.                     |
| Isabel Hay, Condessa de Erroll            | 17 de janeiro de 1801   | 16 de janeiro de 1856 | Casou-se com Guilherme Hay, 18.º Conde de Erroll, com descendência.         |
| Adolfo FitzClarence                       | 18 de fevereiro de 1802 | 17 de maio de 1856    | Morreu sem se casar.                                                        |
| Augusta Gordon                            | 17 de novembro de 1803  | 8 de dezembro de 1865 | Casou-se duas vezes, com descendência.                                      |
| Augusto FitzClarence                      | 1 de março de 1805      | 14 de junho de 1854   | Casou-se com Sarah Gordon, com descendência.                                |
| Amélia Cary, Viscondessa Falkland         | 21 de março de 1807     | 2 de junho de 1858    | Casou-se com Lúcio Cary, 10.º Visconde Faulkland                            |
| Com Adelaide de Saxe-Meiningen            |                         |                       |                                                                             |
| Carlota Augusta Luísa de Clarence         | 27 de março de 1819     | 27 de março de 1819   | Morreu pouco depois de ser batizada.                                        |
| Aborto                                    | 5 de setembro de 1819   | 5 de setembro de 1819 |                                                                             |
| Isabel Jorgiana Adelaide de Clarence      | 10 de dezembro de 1820  | 4 de março de 1821    |                                                                             |
| Gêmeos natimortos                         | 23 de abril de 1822     | 23 de abril de 1822   | Dois meninos                                                                |